# 托塔韦人
托塔韦人（学名：Homo erectus tautavelensis）是直立人的亚种，因在法国托塔韦勒的阿拉戈洞穴发现形成于约45万年前的化石而得名。对托塔韦人的发掘自1964年开始，首次重大发现是在1969年。